# Кокс, Грег
Грег Кокс (англ. Greg Cox; родился в 1959 году) — американский писатель-фантаст. Он проживает в Оксфорде (штат Пенсильвания, США).
Написал несколько романов из серии Star Trek, включая The Eugenic Wars (части первая и вторая), The Q Continuum, Assignment: Eternity и The Black Shore.
Его работу можно найти в таких антологиях как Star Trek: Tales of the Dominion War, Star Trek: The Amazing Stories и Star Trek: Enterprise. Его первый роман о Хане, The Eugenics War: Volume One, был назван лучшей научно-фантастической книгой года читателями журнала Dreamwatch.

## Романы
- The Pirate Paradox (1991), ISBN 0-06-106016-X, с Ником Бароном
- Star Trek: Deep Space Nine: Devil in the Sky (1995), ISBN 0-671-88114-0, с Джоном Грегори Бетанкуртом
- Star Trek: The Next Generation: Dragon’s Honor (1996), ISBN 0-671-50107-0, с Кидж Джонсон
- Star Trek: Voyager: The Black Shore (1997), ISBN 0-671-56061-1
- Star Trek: Assignment: Eternity (1997), ISBN 0-671-00117-5
- Star Trek: The Next Generation: The Q Continuum:
  1. Q-Space (1998), ISBN 0-671-01915-5
  2. Q-Zone (1998), ISBN 0-671-01921-X
  3. Q-Strike (1998), ISBN 0-671-01922-8
- Roswell: Loose Ends (2001), ISBN 0-7434-1834-4
- Star Trek: The Eugenics Wars: The Rise and Fall of Khan Noonien Singh
  - Volume 1 (2001), ISBN 0-671-02127-3
  - Volume 2 (2002), ISBN 0-7434-0643-5
- Daredevil (2003), ISBN 0-451-41080-7 (романизация)
- Underworld:
  1. Underworld (2003), ISBN 0-7434-8071-6 (романизация)
  2. Blood Enemy (2004), ISBN 0-7434-8072-4
  3. Evolution (2005), ISBN 0-7434-8073-2 (романизация)
- Star Trek: To Reign in Hell: The Exile of Khan Noonien Singh (2005), ISBN 0-7434-5711-0
- Fantastic Four: War Zone (2005), ISBN 1-4165-0965-8
- Alias: Two of a Kind? (2005), ISBN 1-4169-0213-9
- Alias: The Road Not Taken (2005), ISBN 1-4169-0248-1
- Infinite Crisis (2006),ISBN 0-441-01444-5

## Не-фантастика
- The Transylvanian Library: A Consumer’s Guide to Vampire Fiction, Borgo Press, 1991

## Интересные факты
- Кокса можно найти в качестве бонуса на режиссёрской версии DVD «Звёздный путь 2: Гнев Хана».